# Salomaa
Salomaa är en kulle i Finland.   Den ligger i den ekonomiska regionen  Koillismaa ekonomiska region  och landskapet Norra Österbotten, i den nordöstra delen av landet, 700 km norr om huvudstaden Helsingfors. Toppen på Salomaa är 381 meter över havet, eller 62 meter över den omgivande terrängen. Bredden vid basen är 9,4 km. Salomaa ingår i Haapovaarat.
Terrängen runt Salomaa är huvudsakligen platt. Runt Salomaa är det mycket glesbefolkat, med 2 invånare per kvadratkilometer. Närmaste större samhälle är Kuusamo, 11,6 km sydost om Salomaa. 